# Chah-e Ali Baqery
Chah-e Ali Baqery (em persa: چاه علي باقرئ, também romanizada como Chāh-e ʿAlī Bāqery) é uma aldeia do distrito rural de Esfandar, no condado de Abarkuh, na província de Yazd, Irã.